# El Terrero (Juan R. Escudero)
El Terrero es una localidad del estado mexicano de Guerrero. Es parte del municipio de Juan R. Escudero.

## Demografía
| Gráfica de evolución demográfica |
|                                  |

| Censo | Población |
| ----- | --------- |
| 1960  | 1 140     |
| 1970  | 923       |
| 1980  | 1 208     |
| 1990  | 1 252     |
| 2000  | 1 070     |
| 2010  | 1 063     |
| 2020  | 1 099     |